# 트릭시 마텔
트릭시 마텔(Trixie Mattel, 1989년 8월 23일 ~ )은 미국의 드래그 퀸, 싱어송라이터, 코미디언, 작가, 유튜버, 사업가이다. 《루폴의 드래그 레이스》를 통해 이름을 알렸으며, 올스타 시즌 3에선 우승을 했다.

## 음반 목록
- Two Birds (2017)
- One Stone (2018)
- Barbara (2020)